# Длето (съзвездие)
Длето е малко южно съзвездие, добавено през 17 век. Първоначаното му име е Cæla Sculptoris (на латински език – „длетото на скулптора“). Тъй като е добавено доста време след Античността, за него няма съпътстваща митология.